# 现代战争2：黑色飞马
《现代战争2：黑色飞马》是一款由法国Gameloft游戏商开发并且发行的第一人称射击类手机 游戏，支持苹果iOS平台、谷歌Android平台、webOS和Blackberry Playbook。它是2009年推出的现代战争：沙漠风暴的续作，该做相较于前作增加了新的场景，全新的剧情，提升了游戏的画质并且增加了多人模式下能同时联机的游戏人数。该游戏已于2010年10月4日发布。

## 游戏性
《现代战争2：黑色飞马》与《使命召唤：现代战争2》相似。游戏设置多个不同的任务，并且以章节剧情的形式展现，玩家需要通过操作游戏中的人物进行战斗，并最终获得胜利。在前作《现代战争：沙漠风暴》中，游戏只提供7种武器，而在本作中，游戏共有15种武器。这些武器都可以在游戏任务中的场景里获得。

### 游戏模式
游戏支持单人剧情模式，也支持通过WiFi进行多人联机模式，多人联机最多支持10个人同时在线。该作的多人联机模式包括抢旗模式、死亡竞赛、团队竞赛。

### 武器
一些新的武器被添加到该作中。当玩家第一次进行多人联机模式时，玩家只能使用一把K-47和M9手枪。玩家可以通过赢得多人联机胜利，解锁新的武器和技能，并且升级。游戏中共有15种武器可让玩家获得。值得注意的是，这些武器并不是等级决定它们的伤害。

## 媒体评分
《现代战争2：黑色飞马》推出后，获得了非常积极的评价。Slide to Play给出了满分4分，称“这是顶尖的现代战争游戏”，并且对多人联机模式给予了好评。Pocket Gamer则给出了9分（总分10分），并且给予《现代战争2：黑色飞马》金奖，他们称：“可能短期内不会再有新的射击类游戏超过它了，它开创了手机射击类游戏的新标准。”
IGN给予游戏8.5分（总分10分）并且说：“Gameloft的这款射击类游戏是他们所见到电子商店中最好的了，甚至比它自家的N.O.V.A.还要好”

## 地图
2011年4月12日，DLC发布了一个售价为1.99美元针对“现代战争2：黑色飞马”的地图包，其中包含掩体、战地和沙城三张地图。